# Leptogaster ealensis
Leptogaster ealensis là một loài ruồi trong họ Asilidae. Leptogaster ealensis được Janssens miêu tả năm 1954. Loài này phân bố ở vùng nhiệt đới châu Phi.